# Montes Alpes
I Montes Alpes, così noti perché ufficialmente battezzati dall'Unione Astronomica Internazionale con il nome latino delle Alpi, sono una catena montuosa situata sulla superficie della Luna, nella parte settentrionale dell'emisfero sempre rivolto verso la Terra.

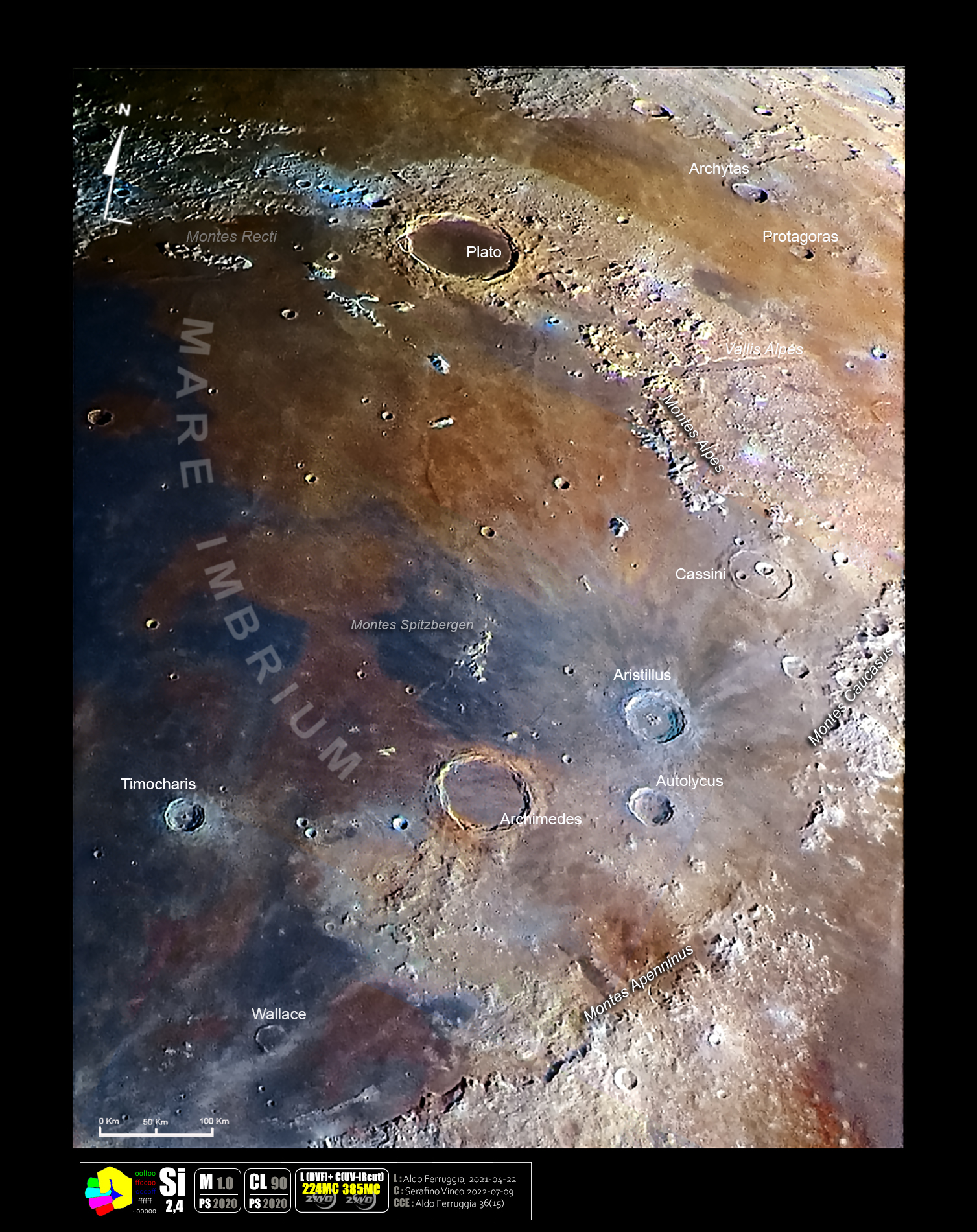
La catena montuosa e le strutture vicine in formato selenocromatico (Si)

Questa catena costituisce il margine nordorientale del Mare Imbrium (Mare della Pioggia), pianeggiante e privo di caratteristiche particolari; più ad est, al contrario, è situata un'area di crosta continentale più irregolare e corrugata, con un'albedo superiore.
La catena dei Montes Alpes ha inizio a nordovest del cratere Cassini, presso il Promontorium Agassiz; prosegue per circa 50 km verso nordovest, e quindi prosegue, in maniera intermittente, fino all'estremità orientale del cratere Plato. In quest'ultima parte della catena sono collocati i vistosi corrugamenti noti come Rimae Plato.
La catena è interrotta a circa un terzo della sua estensione (provenendo da nordovest) dalla Vallis Alpes, una valle di frattura particolarmente ampia che prosegue in direzione nordest fino a raggiungere l'estremità del Mare Frigoris (Mar del Freddo), con una lunghezza complessiva di circa 180 km ed una larghezza massima di 20 km.
A circa un terzo dell'estensione della catena, partendo tuttavia da sudest, è collocato il Mont Blanc, il rilievo più elevato della catena, che raggiunge i 3,6 km di altezza (contro gli 1,8-2,4 km che caratterizzano le altre cime dei Montes Alpes). A metà strada fra il Mons Blanc ed il Promontorium Agassiz, che segna il termine della catena, è collocato il Promontorium Deville. Poco a sudest del Promontorium Agassiz è inoltre presente un altro rilievo notevole, il Mons Piton, un picco isolato che si eleva per 2,3 km.

## Crateri correlati
Alcuni crateri minori situati in prossimità dei Montes Alpes sono convenzionalmente identificati, sulle mappe lunari, attraverso una lettera associata al nome.
| Alpes | Coordinate           | Diametro (in km) |
| ----- | -------------------- | ---------------- |
| A     | 51°23′24″N 0°18′00″W | 10,66            |
| B     | 45°48′36″N 0°54′36″W | 4,82             |